# Michail Poliščuk
Michail Michajlovič Poliščuk (in russo Михаил Михайлович Полищук?; Mosca, 10 gennaio 1989) è un nuotatore russo.

## Palmarès
- Olimpiadi

Pechino 2008: argento nella 4x200m sl.
- Mondiali

Roma 2009: argento nella 4x200m sl.
- Mondiali in vasca corta

Dubai 2010: oro nella 4x200m sl.
Doha 2014: argento nella 4x100m sl e bronzo nella 4x200m sl.
- Europei

Budapest 2010: oro nella 4x200m sl.
- Universiadi

Gwangju 2015 oro nella 4x100m misti e bronzo nella 4x100m sl.